# Tramtrein

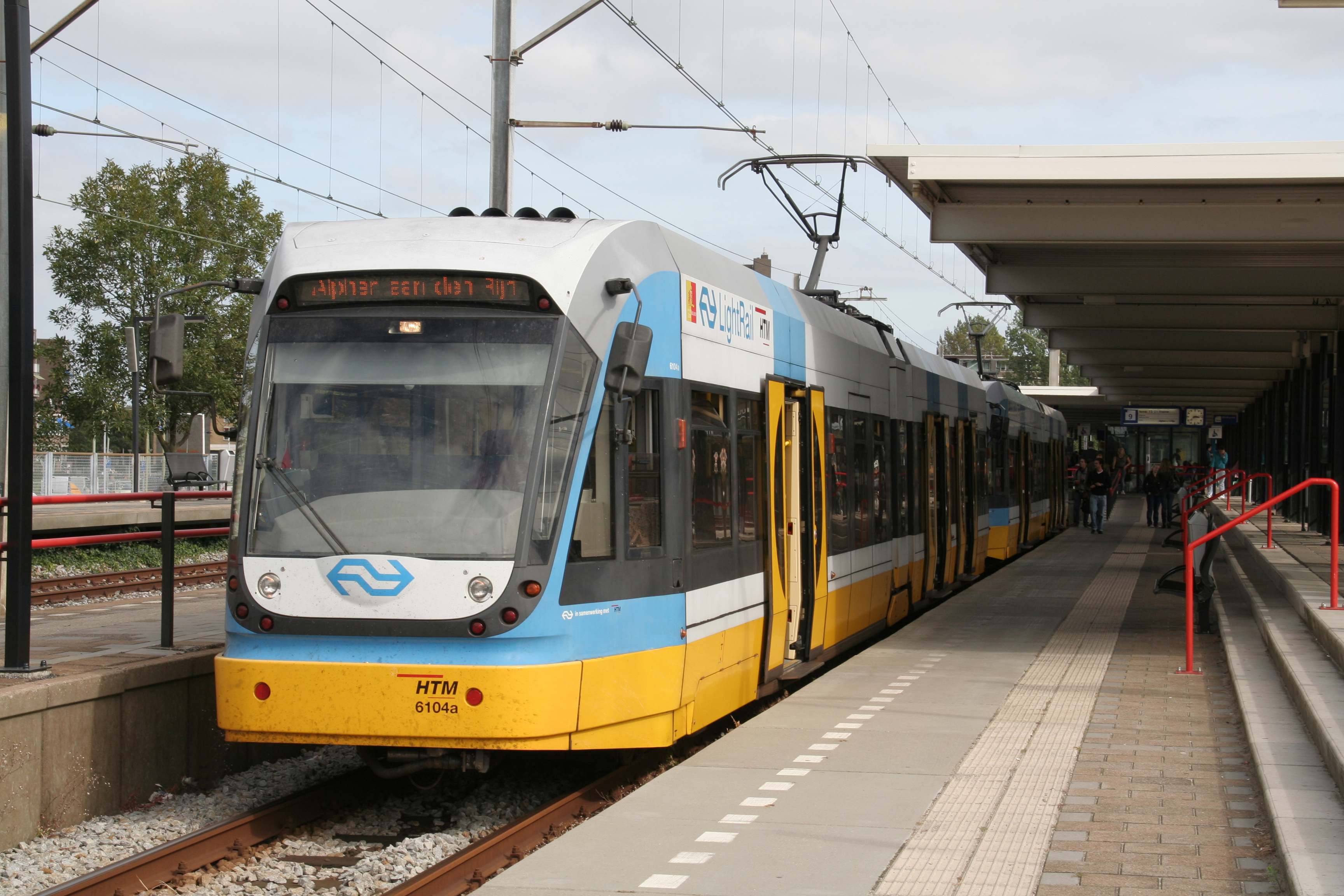
Een Flexity Swift heeft tussen 2003–2009 proefgereden voor de niet gerealiseerde RijnGouwelijn

Een tramtrein (soms ook tram-trein) is een benaming voor een tramvoertuig dat naast tramsporen ook gebruikmaakt van treinsporen. Het systeem wordt beschouwd als een vorm van lightrail. Er is een tramvoertuig nodig dat kan rijden op de lage bovenleidingspanning voor trams en de hogere spanning voor treinen en overweg kan met treinbeheersing. Daarnaast bestaan er ook tramsystemen die gebruik maken van voormalige spoorlijnen, zoals Metrolink in de regio Manchester; de bovenleidingspanning is dan overal op het netwerk gelijk.
De term is oorspronkelijk afkomstig uit Frankrijk, daar spreekt men van een tram-train. Het idee werd echter al vanaf 1992 uitgevoerd in Karlsruhe, waar sindsdien een uitgebreid tramtrein-net is ontstaan. Het moet niet verward worden met het omgekeerde begrip treintram (Zwickau-model): een trein die ook als tram in de stad kan kan rijden en daarvoor onder meer uitgerust is met richtingaanwijzers.

## Duitsland

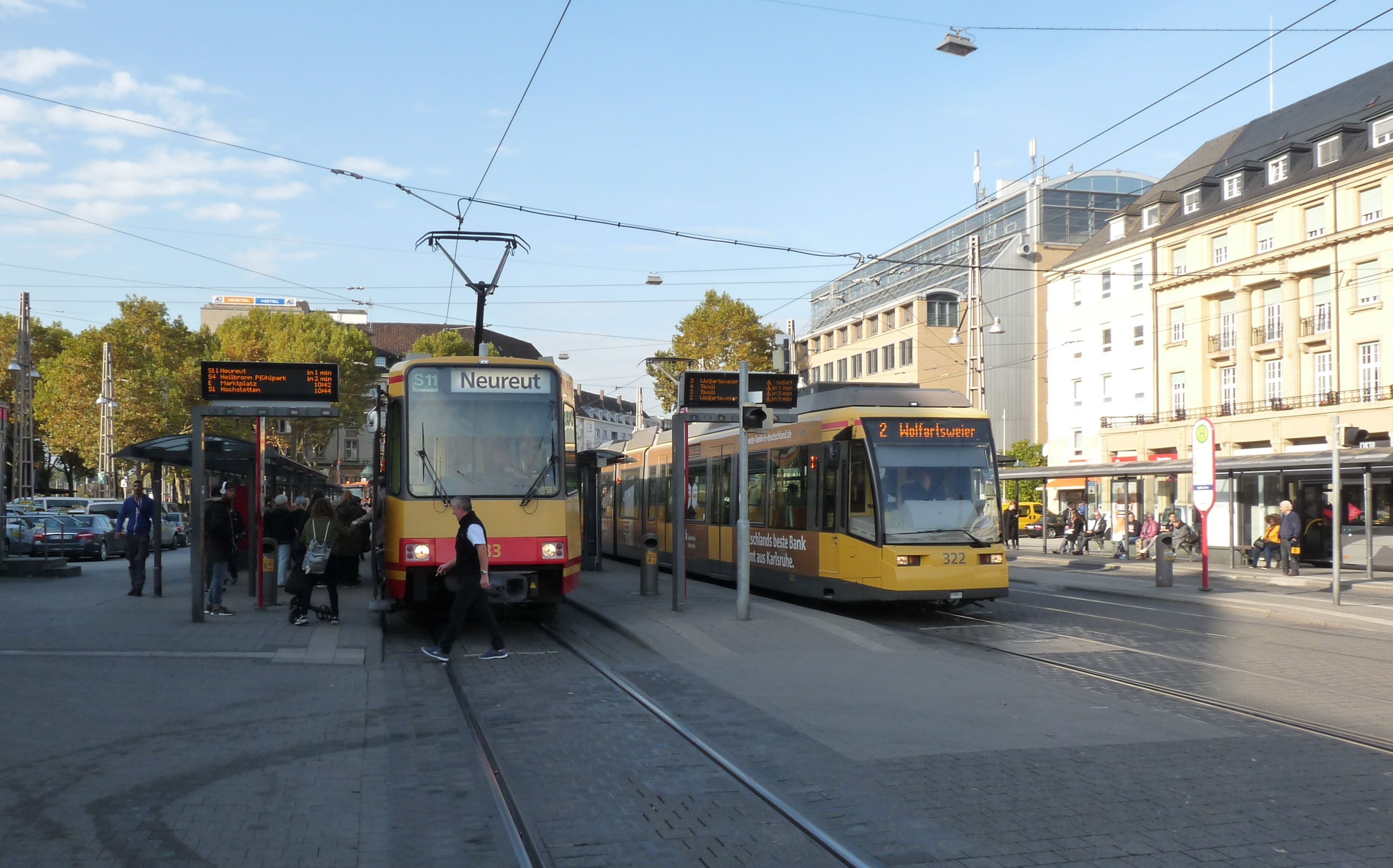
Karlsruhe tram-trein (links) en stadstram (rechts) op het stationsplein.

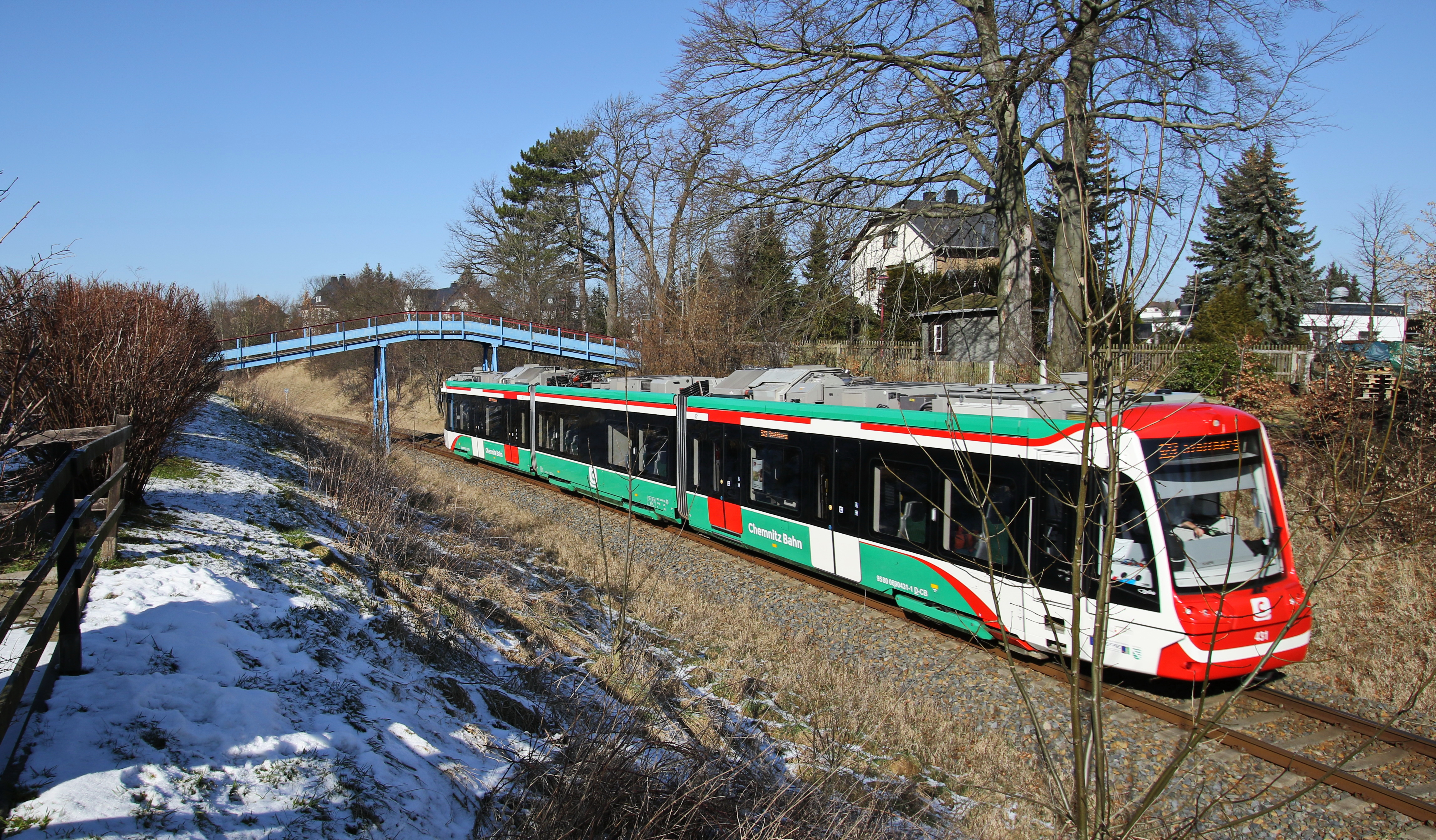
Een Citylink in de regio Chemnitz.

In Duitsland wordt dit principe het Karlsruher Modell genoemd. Karlsruhe was op 25 september 1992 de eerste stad waar het tram- en spoorwegnet aan elkaar gekoppeld werden en Stadtbahn-lijn S4 (toen nog B) werd geopend tussen het centrum van Karlsruhe naar het 30 kilometer verder gelegen Bretten. Het aantal reizigers nam sterk toe. Inmiddels is het tramtreinnet uitgegroeid tot bijna 500 kilometer en komen de geel-rode trams ook in de centra van Heilbronn, Wörth, Bad Wildbad en Freudenstadt. De langste tramlijn is de S4 Achern – Karlsruhe – Heilbronn met een lengte van 130 km. Het Karlsruher Modell is vanaf het begin een voorbeeld voor veel andere stedelijke gebieden. De belangrijkste reden voor het succes is dat reizigers niet meer hoeven over te stappen om vanuit omliggende plaatsen in het stadscentrum te komen. Bovendien kunnen er extra haltes worden aangelegd, omdat trams sneller optrekken en remmen dan treinen. Daar komt bij dat het Karlsruher model betrouwbaar en veilig is gebleken.
Saarbrücken heeft sinds 1997 het voorbeeld opgevolgd met de Saarbahn. Chemnitz heeft met de stadtbahn Chemnitz-Stollberg een eigen tram-trein systeem ontwikkeld. Er komen nog meer tramtreinlijnen rond Chemnitz waarbij de voertuigen op de spoorlijnen met een dieselaggregaat rijden. In Kassel is in 2005 de 'RegioTram' gaan rijden. Nordhausen in de Harz heeft een bijzonder tram-treinsysteem: de elektrische trams uit de stad rijden vanaf het Hauptbahnhof met een dieselaggregaat verder over de niet-geëlektrificeerde sporen van de Harzer Smalspurbahn (HSB).

## Nederland
Bij Nederlandse trambedrijven als de NZH, die in de provincies Noord- en Zuid-Holland de Blauwe Tram exploiteerde, betekende het woord "tramtrein" (zowel in het spraakgebruik als in officiële stukken) "tramstel" van een "interlokale tramlijn".
Minister Tuijnman opperde in 1978 het idee om het traject van Schiphol naar de binnenstad van Amsterdam als tram-trein (een tram op treinrails) te exploiteren. In de 21e eeuw wordt in Nederland de term tramtrein weinig gebruikt, maar in voorkomende gevallen het overkoepelende begrip lightrail. Het voorbeeld daarvan is RandstadRail tussen Den Haag en Zoetermeer respectievelijk Rotterdam. Deze maakt gebruik van sporen van de Haagse tram, twee voormalige spoorlijnen en daarnaast ook de Rotterdamse metro.  
De geplande RijnGouwelijn tussen Leiden, Alphen aan den Rijn en Gouda was een experimenteel voorbeeld van het concept tramtrein. Op de spoorlijn Gouda - Alphen aan den Rijn, voor 100% een spoorwegtracé, werd in de periode 2003–2009 op proef met A32-tramstellen van Bombardier gereden.
In Groningen hebben enige tijd plannen bestaan voor een tramtrein (RegioTram Groningen), evenals voor het Kamperlijntje.
In de Stadsregio Arnhem Nijmegen bestaan ideeën voor een experimentele tramtreinlijn vanaf Nijmegen Heyendaal over bestaand treinspoor naar het Nijmeegse hoofdstation en vervolgens via een stadstracé via het Centrum (mogelijk de Waalkade), naar Bemmel. Een tracé van Bemmel via Huissen naar Arnhem is nog in studie.

## België en Maastricht
In België werd de invoering van het systeem overwogen in Limburg, in het kader van het Spartacusplan. In België bleek het niet wenselijk om de sneltram Hasselt-Maastricht gebruik te laten maken van de huidige spoorlijn 34. Er was wel sprake van het onderzoek naar een tramtrein op spoorlijn 20 tussen de Limburgse hoofdsteden Hasselt en Maastricht. Voor het veilig combineren van goederenvervoer met de trams zou er ERTMS niveau 1 gebruikt worden. De nodige sneltrams dienden dus ERTMS-compatibel te zijn en zouden dus per definitie tramtreinen zijn.
Ook is er in mei 2008 door studiebureau Grontmij een onderzoek gebeurd naar de mogelijke ombouw van huidige of verlaten spoorverbindingen naar lightrail. Dat gebeurde in opdracht van Vlaams minister van Mobiliteit Kathleen Van Brempt.
Het zou gaan om voertuigen die korter zijn dan een gewone trein, met een vloer die lager is en de wielen zo gevormd dat ze zowel op tram- als op treinsporen kunnen rijden.
Drie mogelijkheden werden in de studie opgenomen. Het traject Gent - Maldegem, het traject Zeebrugge - Brugge - Torhout en het traject Antwerpen-Centraal - Puurs.
Het dossier Antwerpen-Puurs was het verst gevorderd. Er werd echter geen budget voorzien en het dossier werd niet hernomen door de regering-Peeters II.

## Frankrijk

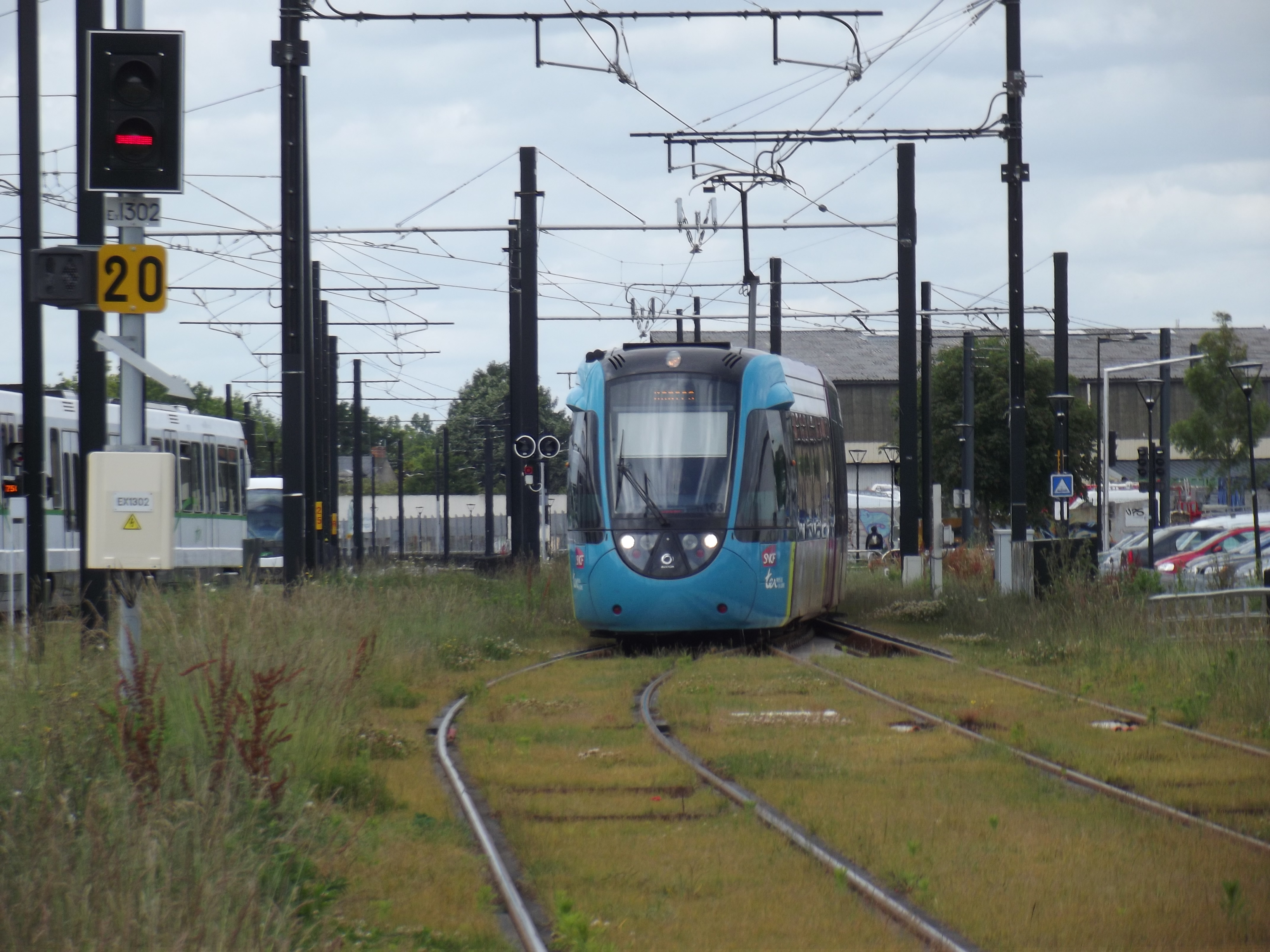
Een tramtrein bij Haluchère Batignolles, de enige gemeenschappelijke halte met het Nantese tramnet. In de achtergrond is er de enige kruising met een tramlijn.

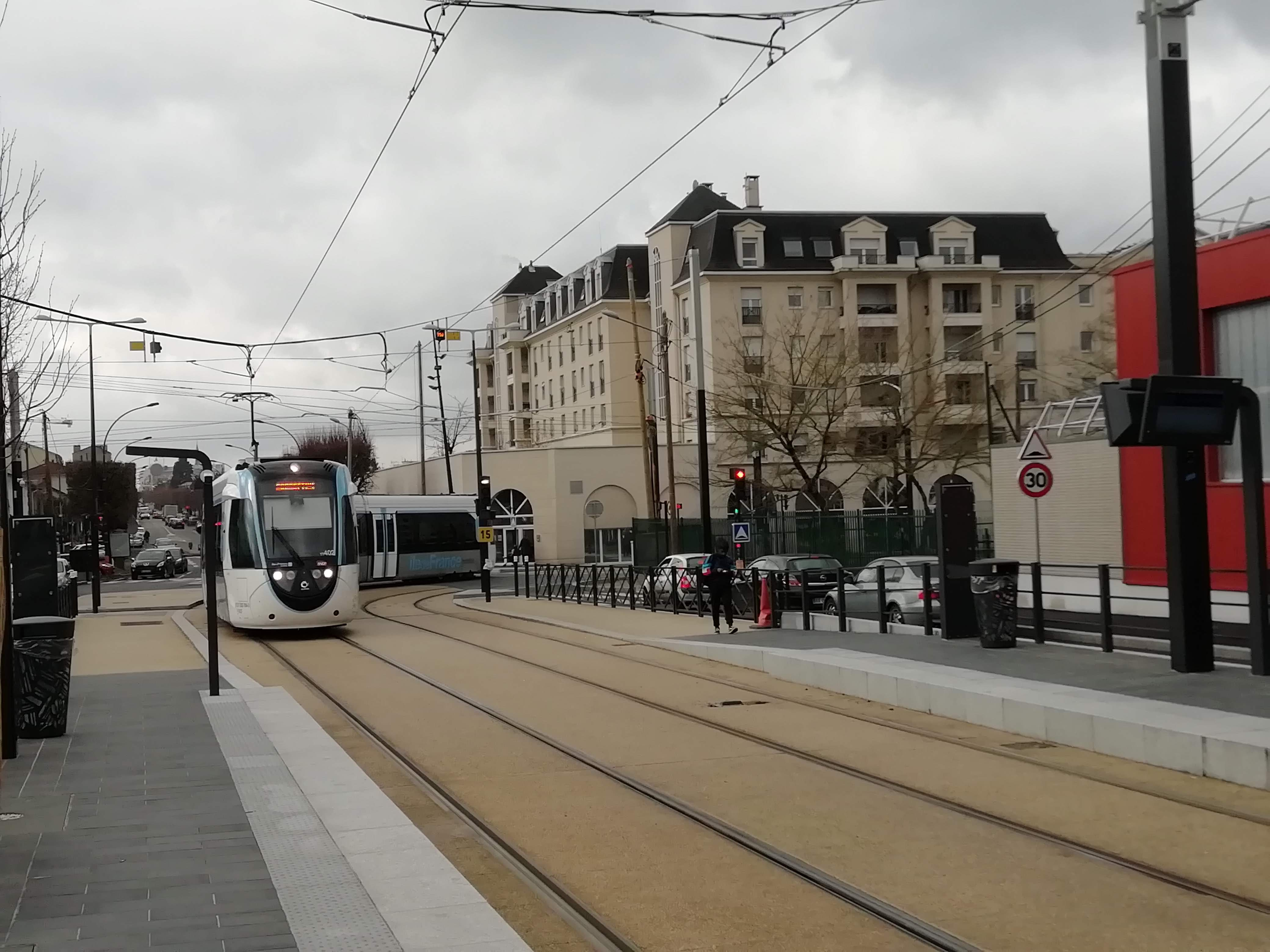
T4 in Parijs: tram-trein arriveert bij de halte.

Er zijn enkele plaatsen in Frankrijk waar deze voertuigen echt gebruikt worden waarvoor ze bedoeld zijn, namelijk zowel op het lokale tramnet als op de spoorlijn rijden, als eerste in Mulhouse. Hier rijdt sinds 2010 een tram-train van station Mulhouse-Ville over het tramnetwerk van de stad naar Lutterbach als tram, waarna deze verder rijdt over het SNCF-spoor naar Thann, als TER-trein.
De tramlijn 4 in Parijs heeft de route van een oude spoorlijn overgenomen maar was eerst een 'gewone' tramlijn (zonder verbindingen met andere tramlijnen). Er zijn niet spoorse wegkruisingen aangelegd beveiligd met verkeerslichten. Sinds december 2019 zijn er straattrajecten toegevoegd.
Andere voorbeelden gebruiken voormalige spoorlijnen om als goedkoper trambedrijf te exploiteren. Wel hebben deze voertuigen treinconducteurs en worden voor de tarieven als een trein beschouwd. De spoorlijn Nantes - Châteaubriant is alleen om administratieve redenen heropend als een tramlijn: Bij de (her)aanleg van nieuwe spoorwegen mogen geen overwegen meer worden aangelegd. Dit maakt de heropening van spoorlijnen met veel overwegen onbetaalbaar. Als tramlijn zijn overwegen wel toegelaten en zijn er meer mogelijkheden bij beperkte stedenbouwkundige ruimtes (krappere bogen, lagere snelheid, straatovergangen, etc).
Als spoorlijn geëxploiteerd:
- De Duitse Saarbahn met een uitloper naar het Franse Sarreguemines. Ook reguliere treinen rijden op de spoorlijn Sarreguemines-Saarbrücken. In Duitsland wordt op een (straat)tramnet gereden.
- Tram-Train van Lyon
- Spoorlijn Esbly - Crécy-la-Chapelle

Voormalige spoorlijn, nu met de status als tram zonder straattraject:
- Spoorlijn Nantes - Châteaubriant. Van het spoorstation van Nantes tot de gemeenschappelijke halte Haluchère Batignolles rijdt de tramtrein op eigen baan naast de tramlijn 1 van Nantes zonder haltes maar met enkele kruisingen. De lijn is grotendeels enkelspoor. Bij Châteaubriant is er een aansluiting op trein naar Rennes, maar doorgaande treinen zijn op het "tramtraject" niet toegelaten.

## Andere landen
- Hongarije
  - Szeged-Hódmezővásárhely Tramtrein
- Italië
  - Tram van Sassari
- Oostenrijk
  - Badner Bahn (Wenen)
  - Traunsee Tram
- Spanje
  - Tram van Alicante (L1: Alicante Benidorm)
  - Tramtrein van Cádiz: Trambahía, rijdt als stoptrein op het hoofdspoor van Cádiz naar Jerez de la Frontera en takt af met een tramtraject om de dorpen San Fernando en Chiclana de la Frontera te bedienen.[4]
- Verenigd Koninkrijk
  - Sheffield
- Zwitserland
  - Bern-Muri-Worb-Bahn
  - Ferrovia Lugano-Ponte Tresa

## Tramtreinvoertuigen
| Producent  | Product        | Steden/Bedrijf            |
| ---------- | -------------- | ------------------------- |
| Alstom     | Citadis Dualis | Nantes, Lyon, Straatsburg |
| Alstom     | RegioCitadis   | Kassel                    |
| Bombardier | Flexity Link   | Saarbrücken               |
| Bombardier | Flexity Swift  | RijnGouwelijn (2003–2009) |
| Siemens    | Avanto         | Parijs, Mulhouse          |
| Stadler    | Citylink       | Chemnitz, Sheffield       |

## Trams op voormalige spoorlijnen
Naast de pure vorm waarbij trams daadwerkelijk op spoorlijnen rijden –al die niet in gemengd verkeer met treinvoertuigen– zijn er ook trams die op voormalige spoorlijnen rijden. Deze lijnen zijn hiervoor speciaal voor trams aangepast, met onder meer tramrailprofiel en een lagere bovenleidingspanning. Hierdoor kunnen er geen treinvoertuigen meer over rijden. Op veel van deze voormalige spoorlijnen rijden eenzelfde soort trams als bij de pure vorm omdat deze harder kunnen rijden dan stadstrams. Door de ruime bochten van de voormalige spoorlijn kan de snelheid hoog zijn.

### Voorbeelden
- Nederland
  - RandstadRail
- Canada
  - Edmonton Lightrail
- Oostenrijk
  - Tram van Innsbruck
- Portugal
  - Metro do Porto
- Verenigd Koninkrijk
  - Manchester Metrolink
  - West Midlands Metro
- Verenigde Staten
  - San Diego Trolley
  - DART (Dallas)[5]
  - Portland Lightrail
  - Sacramento Lightrail

## Galerij

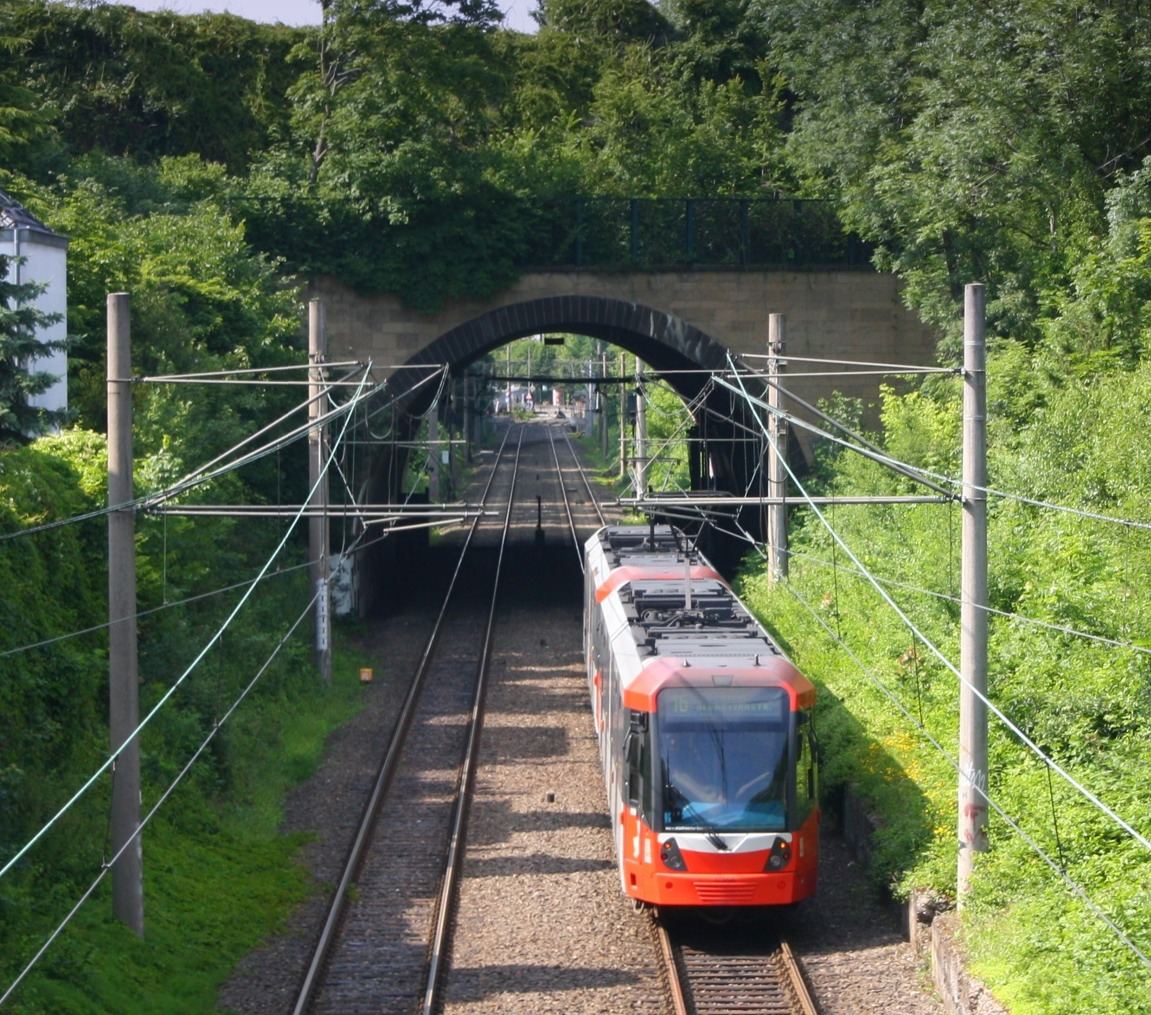
Zesassige sneltram op de spoorlijn Keulen-Bonn.
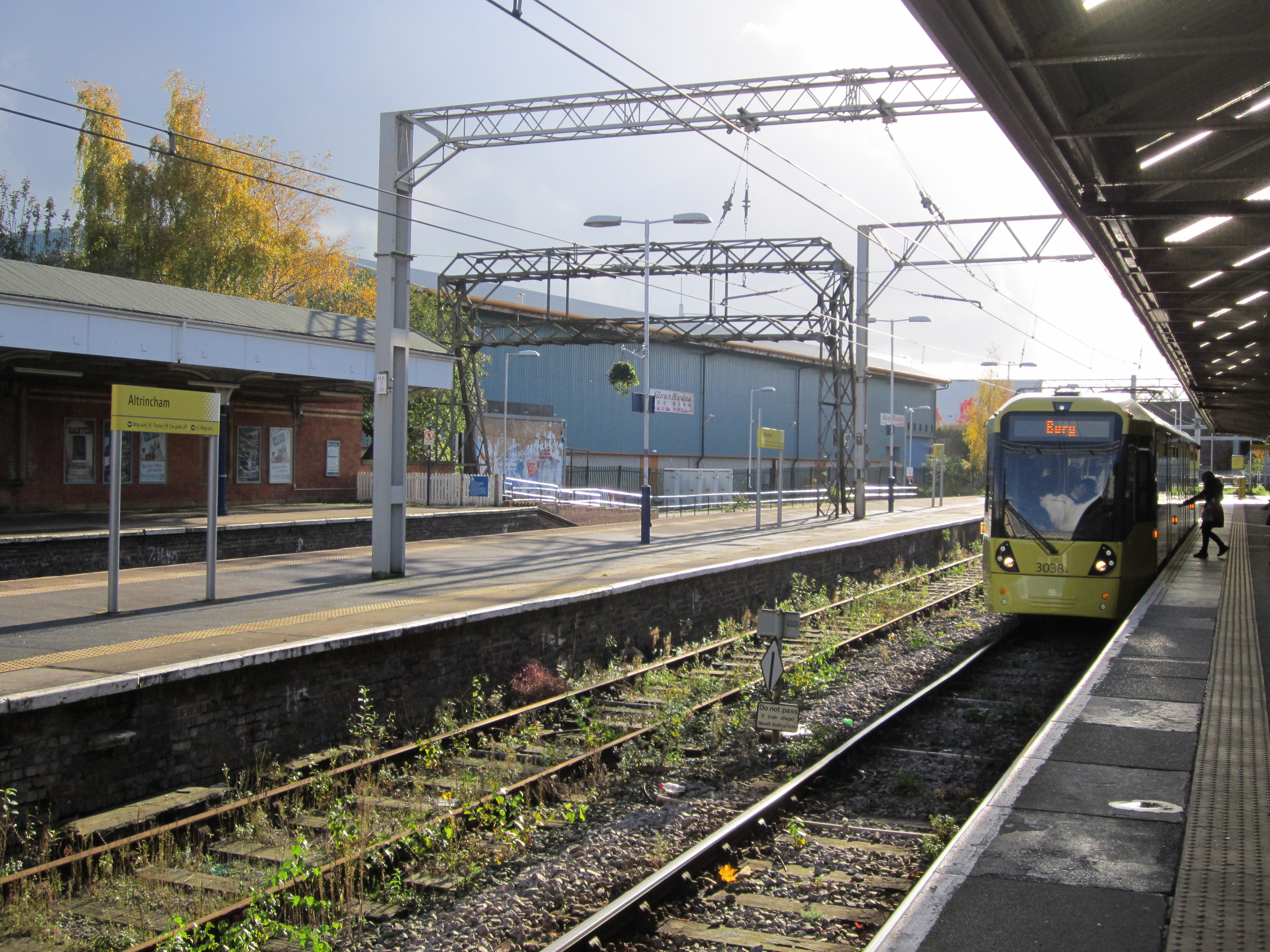
Zesassige sneltram op een voormalig spoortraject in de regio Manchester.
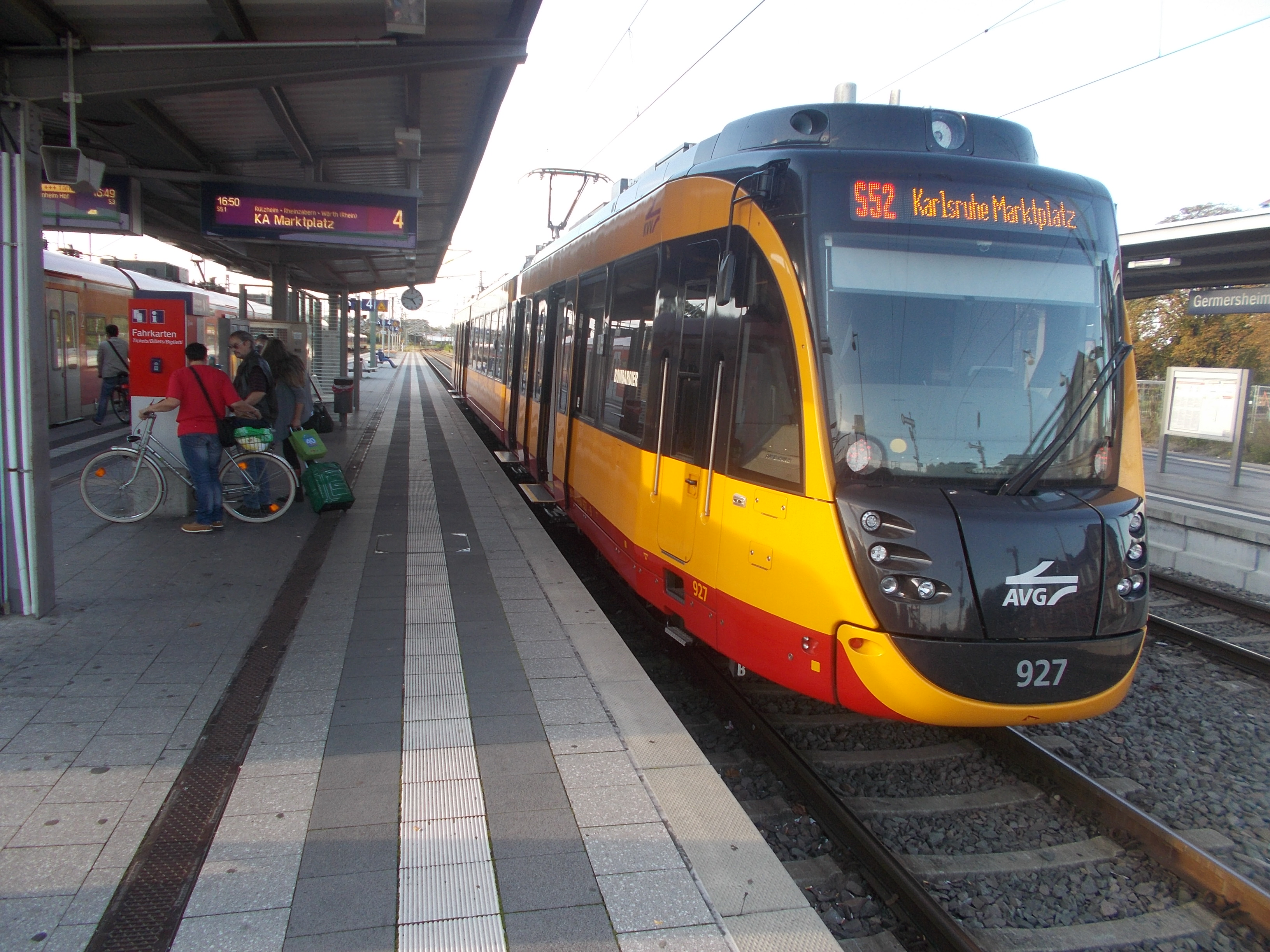
Achtassige sneltram op station Germersheim.
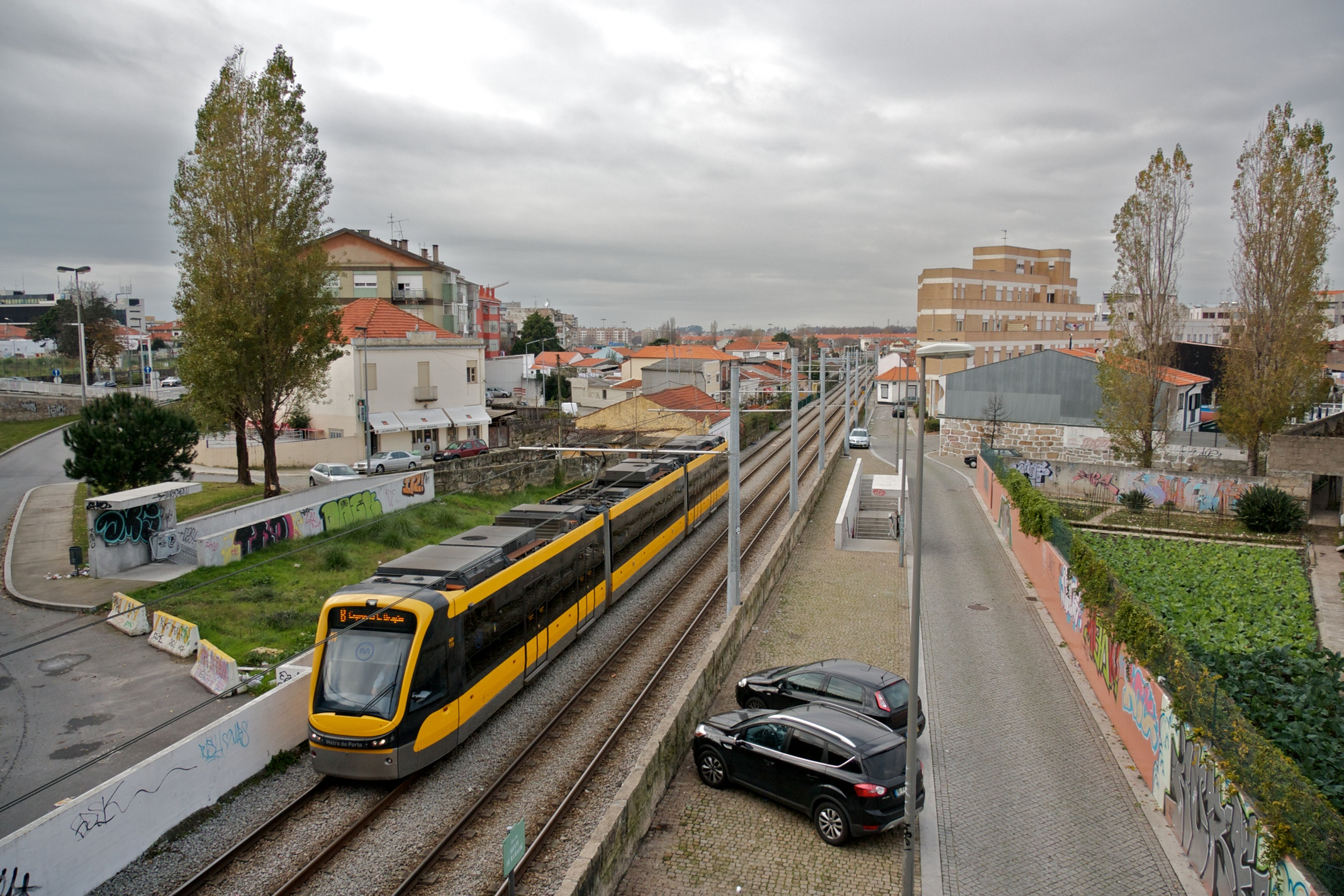
Achtassige sneltram op een voormalig spoortraject in de regio Porto.
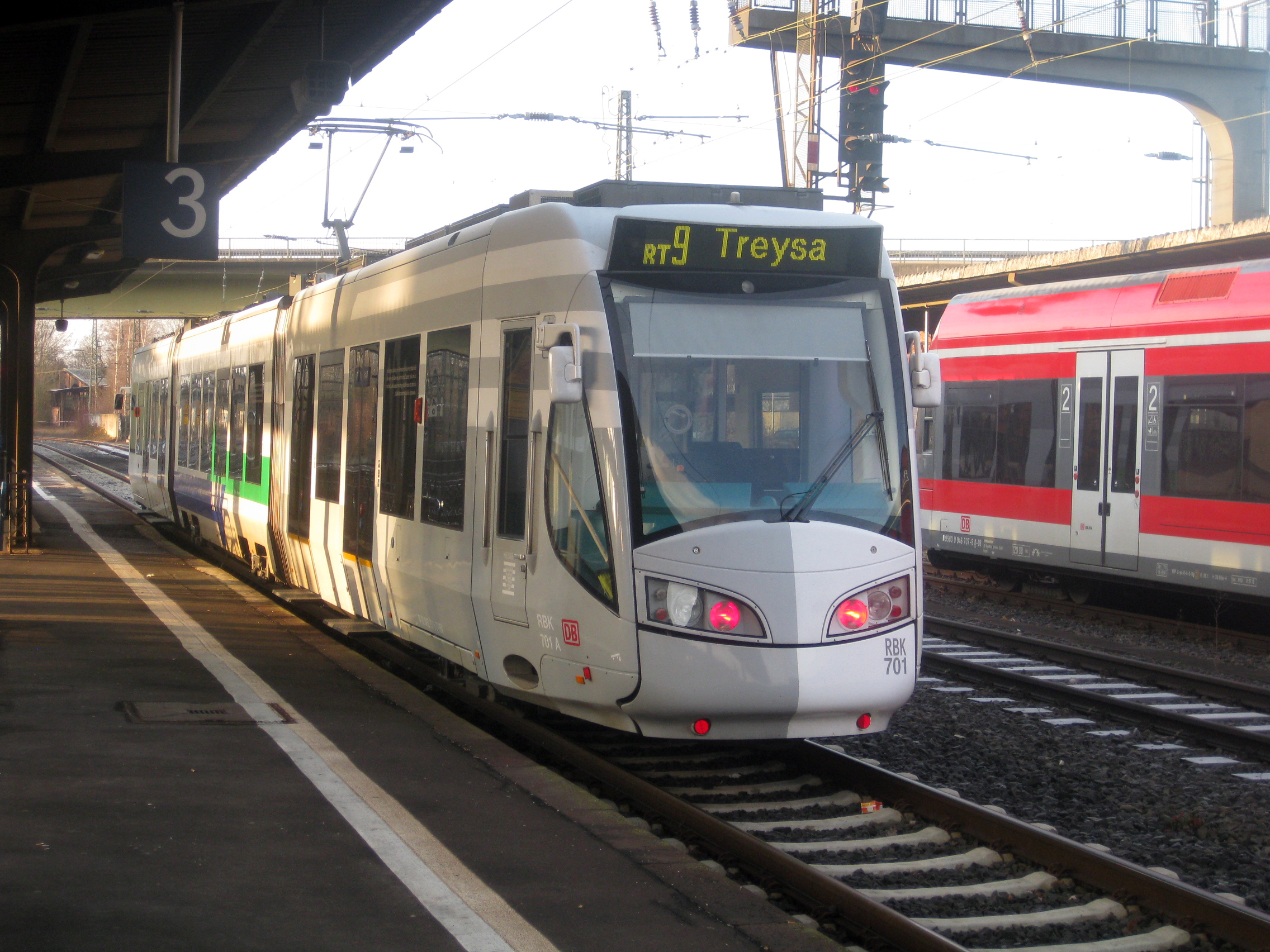
Achtassige sneltram op station Wabern.
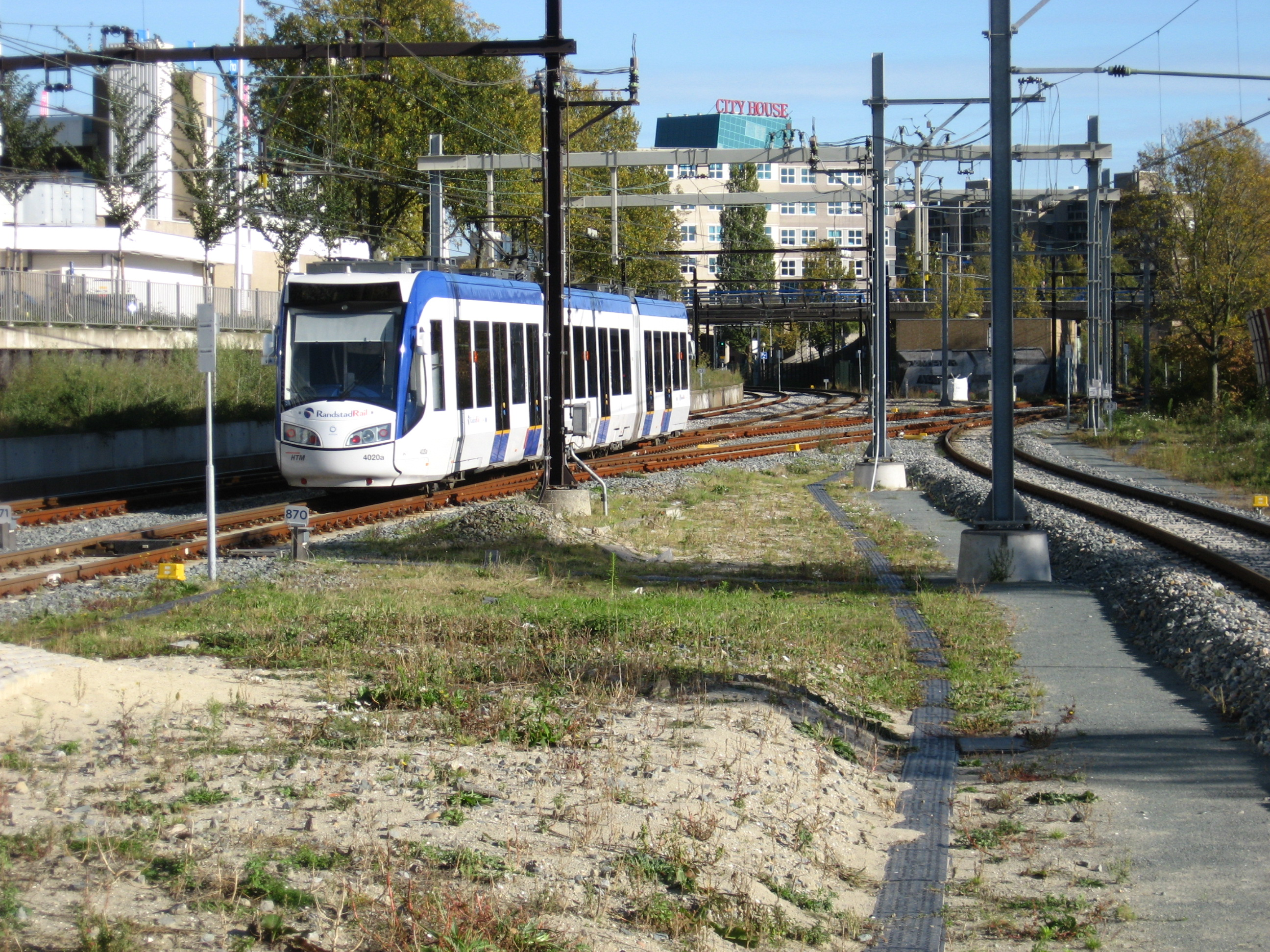
Achtassige sneltram op een voormalig spoortraject in Zoetermeer.